# ميشيل لونش
ميشيل لونش (16 أكتوبر 1975 - ) (بالإنجليزية: Michelle Lynch)‏ هي لاعبة كريكت نيوزلندية.

## وصلات خارجية
- ميشيل لونش على موقع إي آس بي آن كريك إنفو (الإنجليزية)